# A Slippery Day
A Slippery Day è un cortometraggio muto del 1910. Il nome del regista non viene riportato nei credit del film.

## Trama
Una tempesta di neve ha colpito la città ma il vecchio Moneyton decide di andare comunque in ufficio. Lungo la strada, con i suoi scivoloni e le sue cadute, provoca caos e devastazione, coinvolgendo i passanti e tutto quello che gli viene a tiro. Alla fine, carponi, riesce a ritornare a casa da dove ritiene saggiamente che potrà comunque lavorare usando il telefono.

## Produzione
Il film fu prodotto dalla Lubin Manufacturing Company.

## Distribuzione
Distribuito dalla Lubin Manufacturing Company, il film - un breve cortometraggio della lunghezza di 97,5 metri - uscì nelle sale cinematografiche statunitensi il 17 gennaio 1910. Nelle proiezioni, veniva programmato con il sistema dello split reel, accorpato in un'unica bobina con un altro cortometraggio prodotto dalla Lubin, la commedia He Got Rid of the Moths.